# Kengo Hanazawa
Kengo Hanazawa (花沢 健吾 Hanazawa Kengo?) es un mangaka japonés conocido por sus obras seinen. Ganó el Premio al mejor tema en los Premios Sense of Gender de 2005 por su obra Ressentiment y fue nominado en la tercera, cuarta y quinta edición de los premios Manga Taisho por I Am a Hero. Su serie Boys on the Run fue adaptada a una película de imagen real en 2010. Anteriormente, trabajó como asistente de Osamu Uoto.

## Obras
- Ressentiment (2004 - 2005, Big Comic Spirits, Shogakukan)
- Boys on the Run (2005 - 2008, Big Comic Spirits, Shogakukan)
- I Am a Hero (2009 - 2017, Big Comic Spirits, Shogakukan)
- Under Ninja (2018-, Weekly Young Magazine,  Kodansha)